# Zvečava
Zvečava (cyr. Звечава) – wieś w Czarnogórze, w gminie Kotor. W 2011 roku liczyła 10 mieszkańców.